# Интро (мини албум из 2004)
Интро је мини албум српског поп певача Жељка Васића, издат као макси сингл, и прво цд појављивање певача на музичкој сцени, издат за БК Телеком 2004. године. На диску су се налазиле четири песме, од којих је три написао Владо Георгиев, а једну Бане Опачић. Пратеће вокале певале су Ана Штајдохар и Тијана Богићевић. Снимљени су спотови за песме Без милости и Нисам од јуче.

## Списак песама
Аутор(и) свих текстова: Владо Георгиев, осим 2 Бане Опачић, аутор(и) свих песама: Владо Георгиев, осим 2 Бане Опачић.
| №  | Назив             | Трајање |  |
| 1. | Нисам од јуче     |         |  |
| 2. | Без милости       |         |  |
| 3. | Пратиш ме у стопу |         |  |
| 4. | Жена као ти       |         |  |